# Jerzy Kalkstein Stoliński

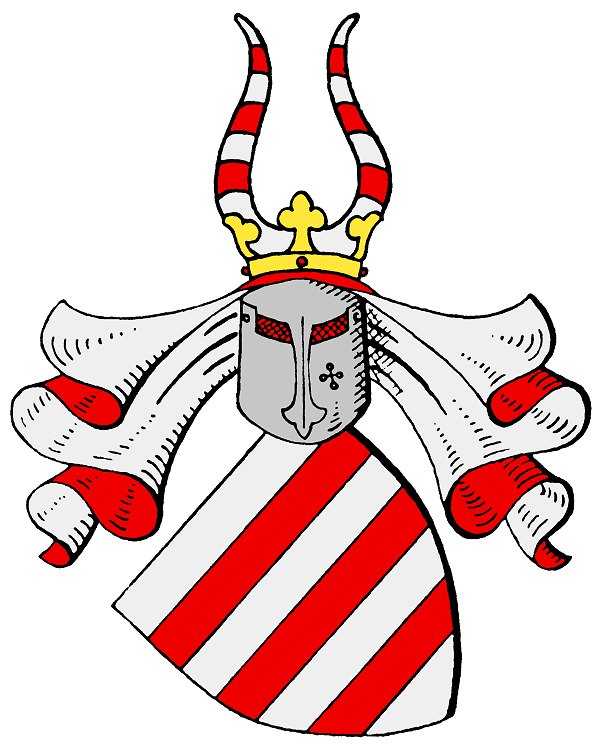
Herb Kos odmienny rodu Kalkstein Stolińskich

Jerzy Kalkstein Stoliński (zm. po 1648) – polski szlachcic, podstarości sztumski, ławnik ziemski malborski, żołnierz, podkomendny hetmana wielkiego litewskiego Jana Karola Chodkiewicza.

## Życiorys
Jerzy Kalkstein Stoliński był podstarościm sztumskim (poświadczony w 1616) i ławnikiem ziemskim malborskim (poświadczony w 1619 i 1623). Walczył pod dowództwem Jana Karola Chodkiewicza m.in. pod Chocimem. Fabian Czema osadził Jerzego Kalksteina Stolińskiego na 12 włókach ziemi w Starym Targu koło Sztumu.